# Pollex schintlmeisteri
Pollex schintlmeisteri là một loài bướm đêm thuộc họ Erebidae. Nó được tìm thấy ở miền tây Seram.
Sải cánh dài khoảng 10 mm. Cánh trước hẹp và màu nâu hơi xám. Cánh dưới màu nâu đậm đồng nhất.